# فيودور بريديشين
بريديشين Bredichin
هو فيودور إليكسندوفيتش بريديشين الفلكي الروسي المولود بتاريخ 8 ديسمبر 1831 في نيكولاييف والمتوفي بتاريخ 15 مايو 1904 في بترسبورج، في علم 1857 أستاذاً بموسكو, 1873 مديراً للمرصد بها, 1890-1894 مديراً لمرصد بلكوفو، اشتهر بريديشين بأبحاثه عن النيازك وخصوصاً أشكال ذيولها.
المرصد الفلكي